# Albert Lee
Albert Lee (* 21. prosince 1943 Lingen, Herefordshire, Anglie) je britský zpěvák a kytarista.
Začínal ve skupině The Thunderbirds, ve které s ním hrál i Chris Farlowe. Když ze skupiny odešel, spolupracoval se skupinou The Crickets. Později hrál se skupinou Heads Hands & Feet a spolu s některými členy skupiny Deep Purple a několika dalšími hudebníky natočil album Green Bullfrog. Rovněž spolupracoval s hudebníky jako jsou Jerry Lee Lewis, Joe Cocker, Jon Lord, Emmylou Harris, skupinou Biffbaby's All Stars, ve které s ním hráli Eddie Van Halen, Steve Morse a Steve Lukather a hrál také se skupinou Rhythm Kings dřívějšího člena skupiny The Rolling Stones Billa Wymana. Mimo to vydal několik alb pod svým jménem.